# Derry City and Strabane
Derry City and Strabane (irisch Ceantar Dhoire agus an tSratha Báin) ist ein District in Nordirland. Er wurde am 1. April 2015 aus den Districts City of Derry und Strabane gebildet. Verwaltet wird er durch das Derry and Strabane District Council.

## Lage
Der neue District liegt im Nordwesten von Nordirland und umfasst den Westteil des County Londonderry und den Nordwesten des County Tyrone. Er grenzt im Nordwesten und Westen an das irische County Donegal. In diesem District gibt es 104.749 Wahlberechtigte. Der Name wurde am 17. September 2008 bekanntgegeben und später mit dem Zusatz City ergänzt, der den Status von Derry hervorheben soll.

## Verkehr
Im Distrikt liegt der Bahnhof Londonderry der Northern Ireland Railways.

## Verwaltung
Das Derry and Strabane District Council ersetzte das Derry City Council und das Strabane District Council. Die ersten Wahlen für das District Council sollten eigentlich im Mai 2009 stattfinden, aber am 25. April 2008 verkündete Shaun Woodward, Minister für Nordirland, dass die Wahlen auf 2011 verschoben seien. Die ersten Wahlen fanden dann tatsächlich am 22. Mai 2014 statt.